# 可塑剤
可塑剤（かそざい）とは、ある材料に柔軟性や弾性を与えるために添加される物質の総称である。一般的には、プラスチックやゴムといったポリマーに対して使用される。可塑とは「柔らかく形を変えやすい」という意味の語である。

## 解説
一般に熱可塑性樹脂はガラス転移点温度を持ち、この温度以下では分子配列が秩序だった結晶性を示し、この温度から融点までの温度帯では分子配列はアモルファス状態である。アモルファス状態の熱可塑性樹脂は柔軟性を示し、光の透過性が高かったり樹脂の特性として有用な場合が多い。一方、結晶性の樹脂は不透明であったり、低温で結晶化が進行すると衝撃や外力に対して脆い性質を示し、樹脂を利用する上で欠点とされる特性を示すことが多い。
融点やガラス遷移点は樹脂の種類と重合度により決定付けられるので、希望する製品の温度特性と必ずしも合致しない。そのため、熱可塑性樹脂に添加物を加えることでアモルファス状態の温度帯を広げ低温でも脆弱性が現れないようにしたり、柔軟性を増大させ、希望の温度特性・物理特性を持った樹脂に調合する。この目的で添加される薬品が可塑剤である。また、可塑剤により弾性が増すことで、射出成型時に金型から外しやすくなるなどの成型性も向上する。
可塑剤は、樹脂の間隙に入り込むことで樹脂が規則正しく配向するのを阻害しガラス遷移点以下でもアモルファス状態を維持する。したがって可塑剤は嵩高い側鎖をもつものが有用な特性を示すことが多い。また、目的の樹脂となじむ性質がないと樹脂と添加剤とで相分離を引き起こすので、可塑剤は種々の樹脂に対して相分離しない広い相溶性を示す特性が求められる。
特にポリ塩化ビニル樹脂は可塑剤を添加することでいろいろな特性を持った製品が調合される。その代表としてはフタル酸エステル類が使用され、DEHPやDINPなどが理想的な汎用の可塑剤としての特性を持ち、生産量も多い。

## 弊害
可塑剤を豊富に含有するプラスチック製品が他のプラスチック製品と接触した状態が長時間維持されると、融合し剥がせなくなる危険性がある。例えば、ポリ塩化ビニル製のプラスチック消しゴムやその消し滓が、ポリスチレン製の筆箱や定規と融合してしまう現象が挙げられる。これは、消しゴムに使用されている可塑剤が筆箱にも馴染む性質であった場合に、その可塑剤が移行することで起きる。高温環境下ではこの現象はより短期間のうちに進行する。
フタル酸エステルのなどの一部の可塑剤に環境ホルモン様作用の疑いがあり、シックハウス症候群の原因となり、また自動車の内装に使われている可塑剤の揮発性有機化合物が車内に籠れば新車のにおいの原因となる懸念も示されている。

## 主な可塑剤
フタル酸エステル (Phthalate)無水フタル酸とアルコールのエステル。性能バランスが良い汎用の可塑剤で、広範囲の軟質ポリ塩化ビニル製品及びゴム製品に使用される。
- DOP(DEHP)(Dioctyl phthalate) フタル酸ジオクチル
- DINP(Diisononyl phthalate) フタル酸ジイソノニル
- DIDP(Diisodecyl phthalate) フタル酸ジイソデシル
- DBP(Dibutyl phthalate) フタル酸ジブチル

アジピン酸エステル (Adipate)アジピン酸とアルコールのエステル。低温柔軟性と耐熱性を持たせる可塑剤で、食品用ラップフィルム等に使用される。
- DOA(DEHA)(Dioctyl adipate) アジピン酸ジオクチル
- DINA(Diisononyl adipate) アジピン酸ジイソノニル

トリメリット酸エステル (Trimellitate)トリメリット酸とアルコールのエステル。耐熱・耐候性に優れた低揮発性の可塑剤で、耐熱電線被覆や自動車用合成皮革等に使用される。
- TOTM(Trioctyl trimellitate) トリメリット酸トリオクチル

ポリエステル (Polyester)
カルボン酸とグリコールから成る低分子ポリエステル。低揮発性・耐油性の可塑剤で、機器内配線用電線被覆やガスケット等に使用される。原料の種類及び重合度により性能が異なり、品種は多岐にわたる。
リン酸エステル (Phosphate)
難燃性を持たせる可塑剤で、ゴム製品にも使用される。
- TCP(Tricresyl phosphate) リン酸トリクレジル

リン酸とクレゾールのエステル。神経毒性が強いオルト異性体は今日では用いられない。

クエン酸エステル (Citrate)
低毒性が特徴の可塑剤。ポリ塩化ビニリデンの食品用ラップフィルムに使用される。軟質ポリ塩化ビニル玩具へも使用が拡大している。
- ATBC(Acetyl tributyl citrate) アセチルクエン酸トリブチル

エポキシ化植物油 (Epoxidized oil)
耐熱性を持たせる可塑剤として、食品用ラップフィルム等に使用される。樹脂の熱安定剤としても優れている。
- ESBO(Epoxidized soybean-oil) エポキシ化大豆油
- ELSO(Epoxidized linseed-oil) エポキシ化亜麻仁油

セバシン酸エステル (Sebacate)
アジピン酸エステルより低温柔軟性、耐熱性優れている。ゴム製品にも使用される。
アゼライン酸エステル

マレイン酸エステル

安息香酸エステル